# Ancora tre indagini per il commissario Montalbano
Ancora tre indagini per il Commissario Montalbano è il secondo volume, pubblicato nel 2009 per i tipi di Sellerio editore, di una raccolta che comprende tre romanzi di Andrea Camilleri: La voce del violino (1997), La gita a Tindari (2000) e L'odore della notte (2001) che seguono cronologicamente ai tre precedenti contenuti nel libro Il commissario Montalbano. Le prime indagini pubblicato nel 2008 dallo stesso editore.
In questo secondo volume è riportata una nota di Andrea Camilleri intitolata Montalbano, strategia seriale dove lo scrittore racconta che, nei suoi progetti, dopo i primi due romanzi con lo stesso protagonista Montalbano, questi sarebbe dovuto sparire. Infatti Camilleri si rese conto che si stava cacciando nel cunicolo della serialità del personaggio. L'autore infatti temeva, come era accaduto in parte anche con Maigret, il protagonista di 75 romanzi di Georges Simenon, di cadere nella ripetitività di situazioni e trame che i lettori alla lunga avrebbero giudicato noiose.
Per questo Camilleri decise sin dal quarto romanzo La voce del violino di cambiare radicalmente il panorama umano in cui si svolgono le indagini di Montalbano. Se il commissario aveva buoni rapporti, addirittura d'amicizia, con il suo superiore, il questore Burlando, ora questi veniva sostituito dal giovane funzionario Bonetti-Alderighi che vorrebbe rinnovare il commissariato di Vigata rottamando  Montalbano, della vecchia scuola di polizia investigativa. Così altrettante sostituzioni con personaggi dai caratteri molto diversi dai precedenti, Camilleri introdusse per il pm Lo Bianco cambiato con lo sfasato e sessualmente fissato Nicolò Tommaseo, per il dirigente della Scientifica Jacomuzzi sostituito con l'antipatico Vanni Arquà
Un altro cambiamento importante nella caratterizzazione di Montalbano fu l'introduzione nel personaggio della paura della vecchiaia avanzante che spaventa il commissario, che pure ha solo cinquant'anni e che tuttavia teme di non essere più adeguato ai tempi moderni, contraddistinti dai rapidi e radicali cambiamenti. Ma soprattutto Montalbano nei successivi romanzi, si renderà conto che la sua conoscenza del territorio, dove agiva la criminalità, ora stia diventando sempre meno importante a seguito della globalizzazione dell'illegalità e di questo prenderà atto assieme al suo rispettato nemico, il vecchio capo della famiglia Sinagra, anche lui fuori posto rispetto alla nuova mafia internazionale.

## Edizioni
- Andrea Camilleri, Ancora tre indagini per il commissario Montalbano, Palermo, Sellerio, 2009,  p. 571, ISBN 88-389-2420-1.